# Chiesa di Santa Maria del Buon Consiglio (Ascoli Piceno)
La chiesa Santa Maria del Buon Consiglio è un luogo di culto cattolico ubicato nel centro storico di 
Ascoli Piceno, in corso Giuseppe Mazzini.

## Storia e descrizione
La chiesa è un esempio significativo dell’architettura tardo barocca del settecento.
L'opera è progettata dell'architetto e sculture ascolano Lazzaro Giosafatti ed era la chiesa delle monache agostiniane, che occupavano l'adiacente convento.
Si presenta con una facciata a due ordini, quello inferiore a blocchi di travertino ben squadrati e levigati e scandito da lesene doriche, mentre l'ordine superiore, rimasto allo stato grezzo, è frutto di un intervento successivo. Le due fiancate presentano un aspetto caratterizzato da un paramento murario piuttosto irregolare, con conci irregolari. 
Il fianco destro insiste all'interno di un piccolo cortile su cui prospettano l'abside e la torre campanaria ad essa inglobata della chiesa romanica di Sant'Andrea.
Il suo interno è a navata unica, con capitelli con caratteristiche di ricche decorazioni dorate. L'altare maggiore presenta un interessante
connubio di sculture architettoniche in stile tardo barocco e fu completato dopo la sua morte di Giosafatti dal suo allievo Agostino Cappelli che finì di abbellirlo con una gloria di Angeli e putti plastici.